# NGC 4987
NGC 4987 (również PGC 45502 lub UGC 8216) – galaktyka eliptyczna (E), znajdująca się w gwiazdozbiorze Psów Gończych. Odkrył ją William Herschel 26 kwietnia 1789 roku.